# Сріблодзьоб чорноволий
Сріблодзьо́б чорноволий (Spermestes cucullata) — вид горобцеподібних птахів родини астрильдових (Estrildidae). Мешкає в Африці на південь від Сахари та на сусідніх островах.

## Опис

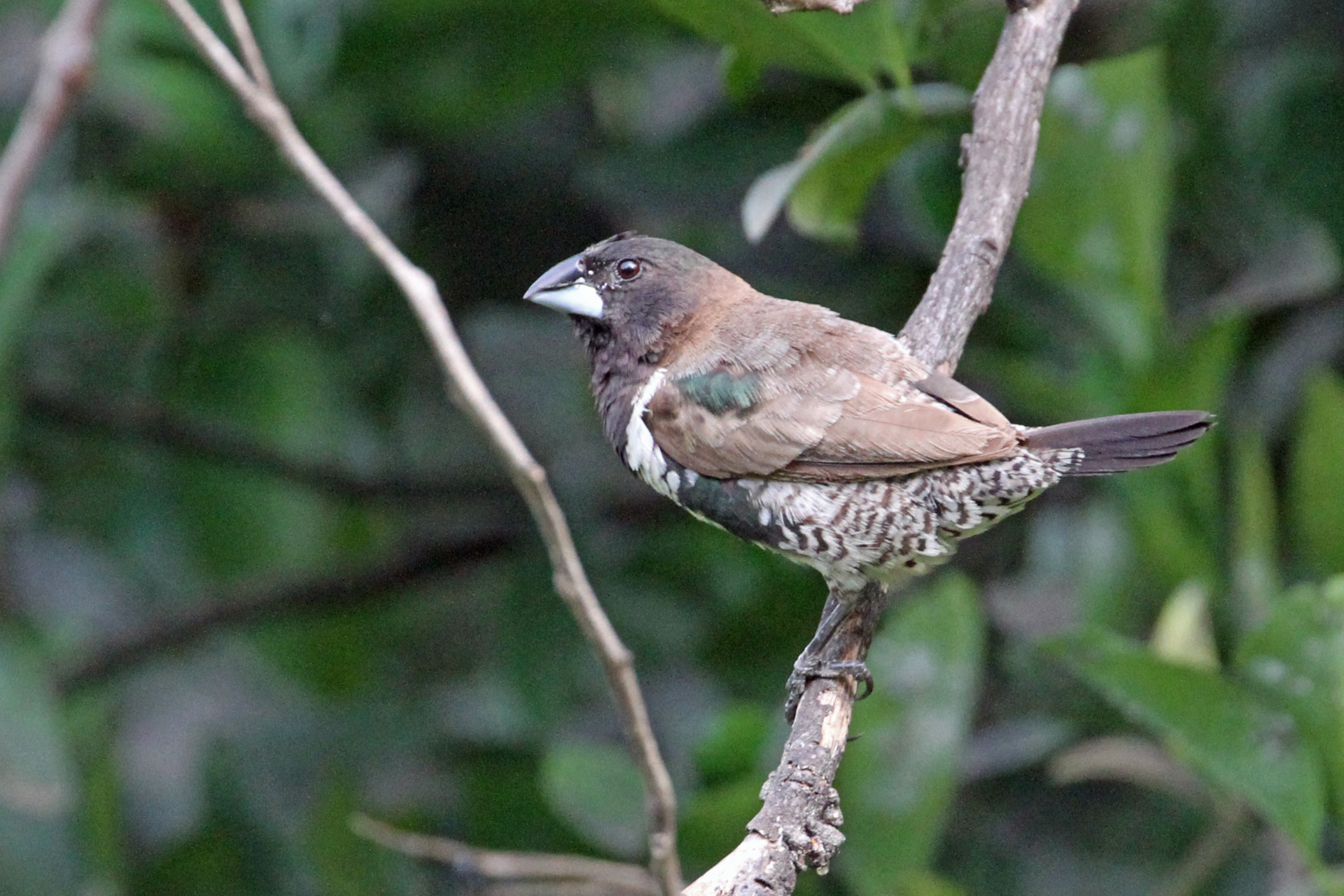
Чорноволий сріблодзьоб (Гамбія)

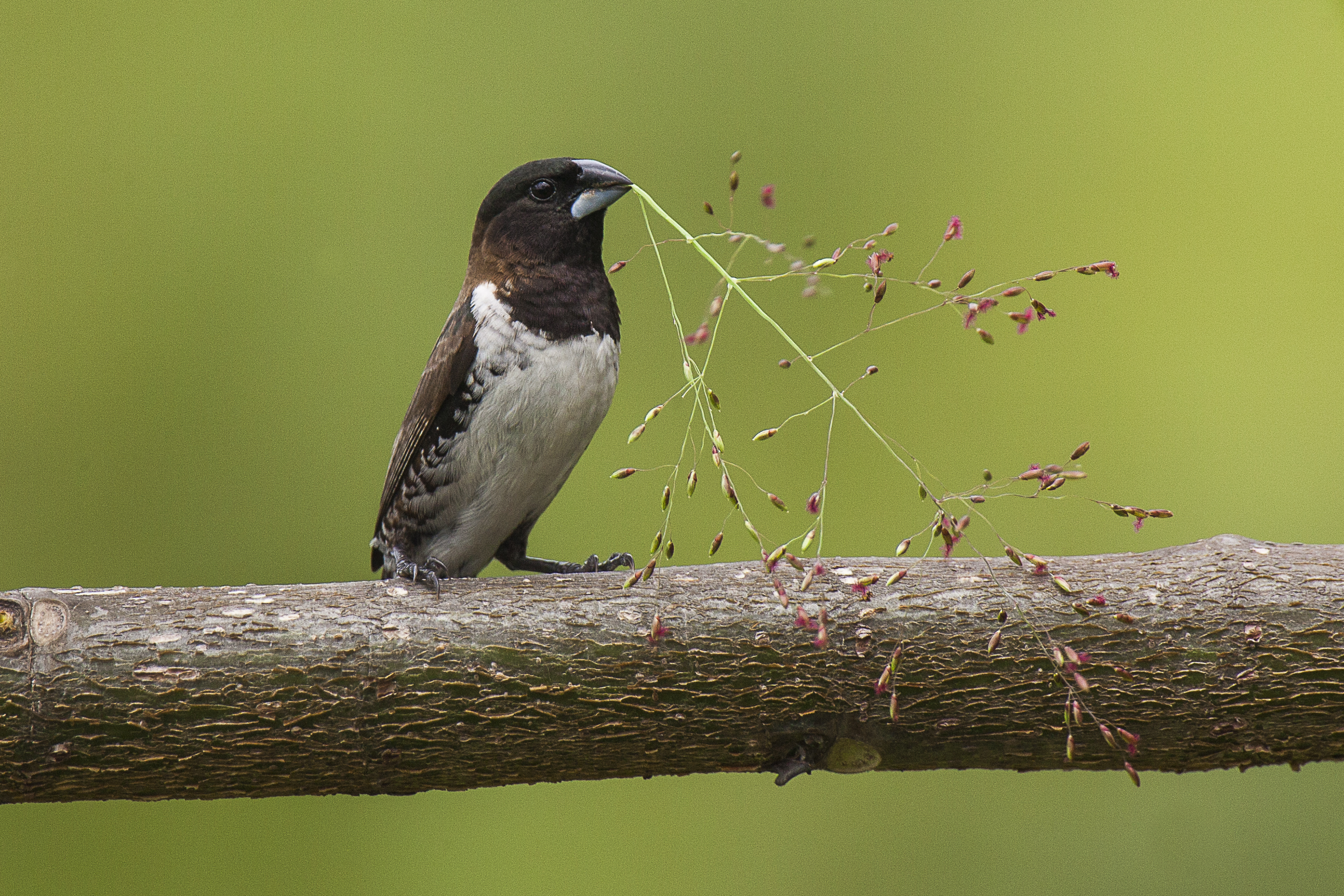
Чорноволий сріблодзьоб зі стеблом Megathyrsus maximus (Уганда)

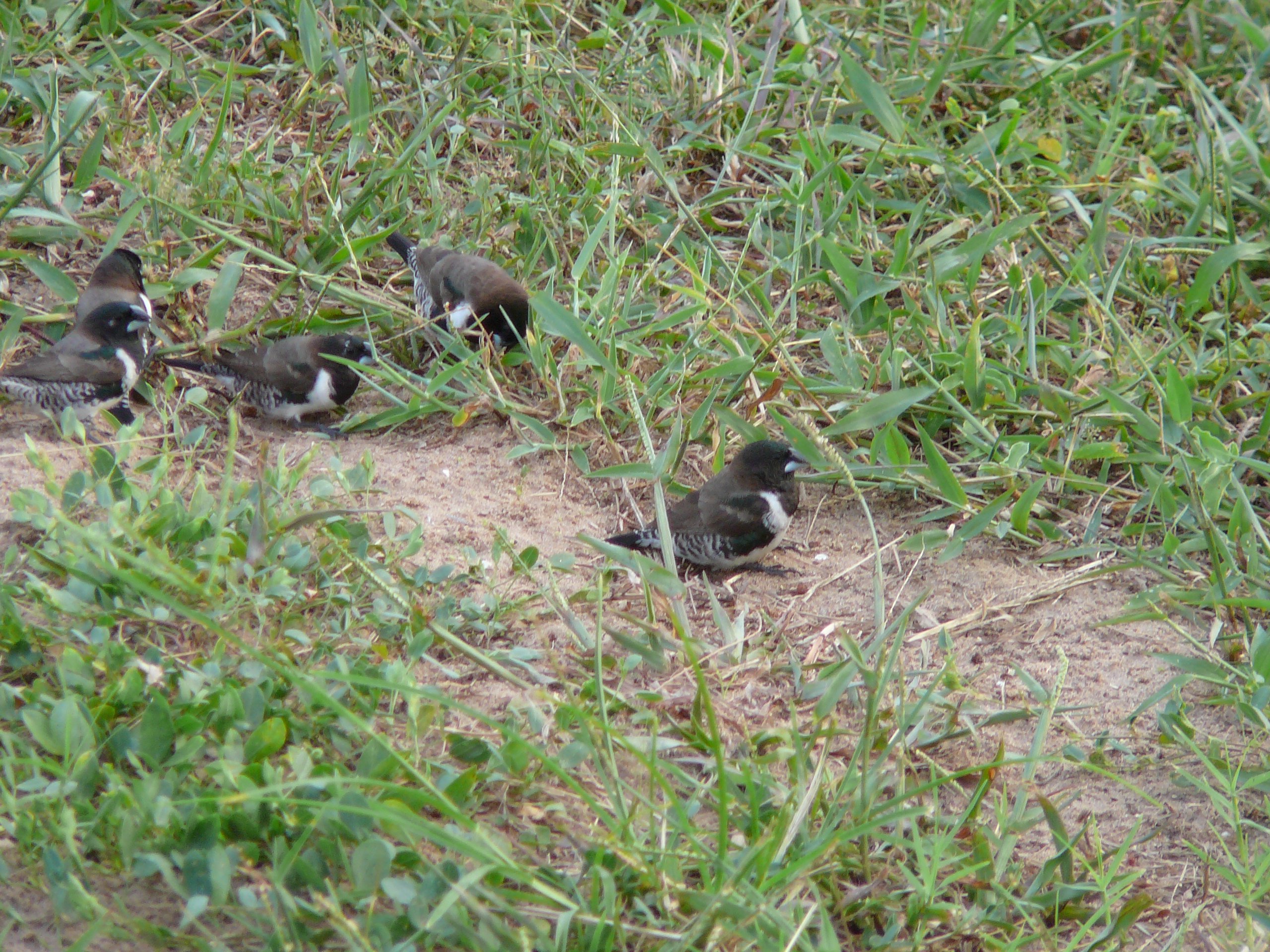
Зграйка чорноволих сріблодзьобів

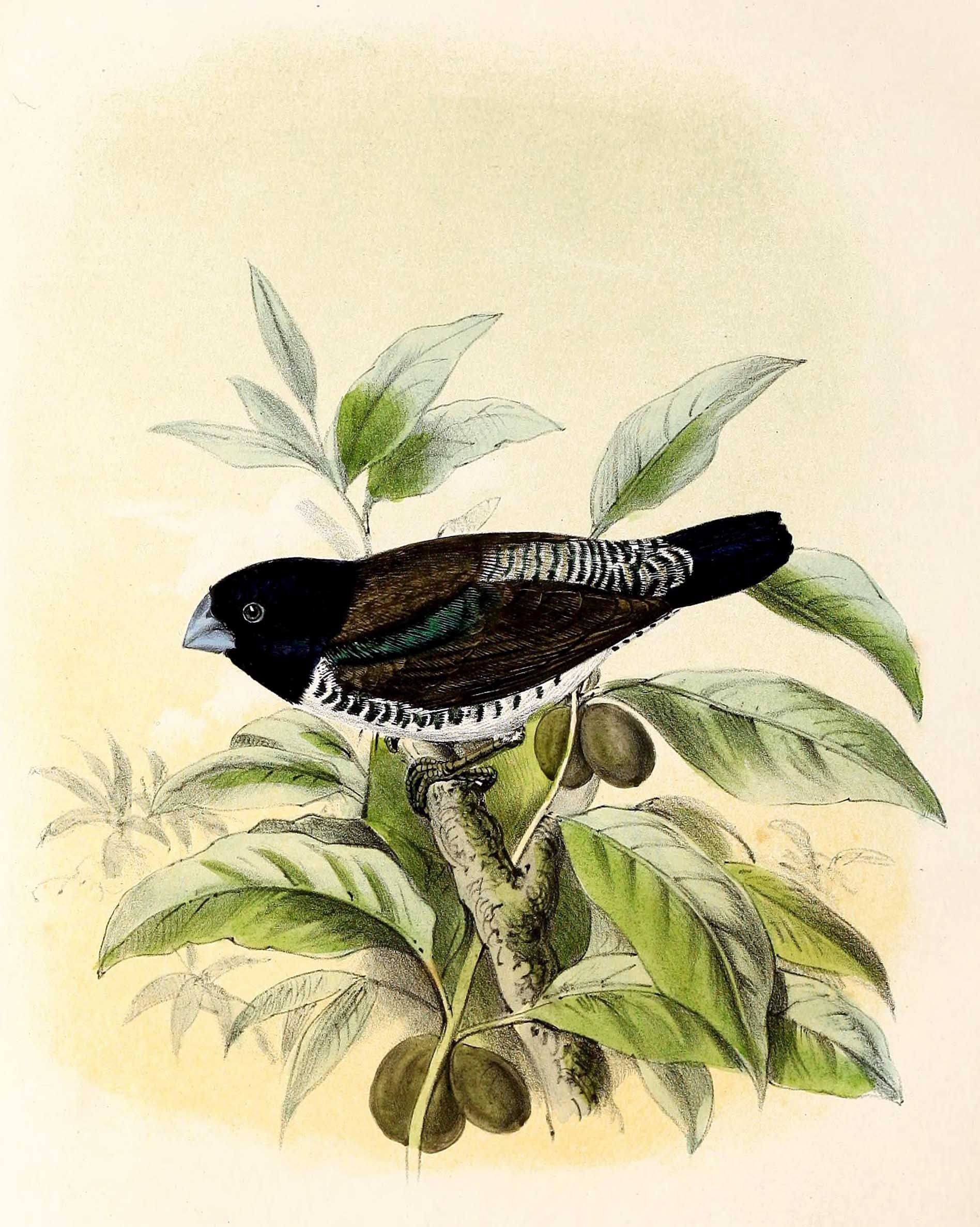
Чорноволий сріблодзьоб

Довжина птаха становить 9-10 см, вага 7-12 г. Голова, горло і верхня частина грудей чорні або чорнувато-бурі, обличчя і груди з боків мають пурпурово-зелений відблиск. Верхня частина тіла сірувато-коричнева, хвіст чорний, нижня частина тіла біла. Надхвістя і гузка поцятковані біло-темно-сірими смугами. Пера на боках коричневі з широкими білими краями на кінці, що надає бокам смугастого вигляду. На плечах і на грудях з боків є кілька райдужних зелених плямок. Покривні пера крил і махові пера мають світліші або більш яскраві краї. Дзьоб зверху темно-сірий, знизу сріблясто-сірий. Виду не притаманний статевий диморфізм.
У молодих птахів верхня частина тіла бурувата, голова і нижня частина тіла охриста, хвіст чорнувато-бурий. Вони набувають дорослого забарвлення у віці 6 місяців, тоді ж вони набувають статевої зрілості. У представників підвиду S. c. scutata оперення на стику нижньої частини грудей і боків смугасте, а не бронзово-зелене. Надхввістя і стернові пера поцятковані тонкими смугами і рівномірно темні.

## Підвиди
Виділяють два підвиди:
- S. c. cucullata Swainson, 1837 — від Сенегалу і Гамбії до Південного Судану, Уганди, західної Кенії і Габону, острови Гвінейської затоки;
- S. c. scutata Heuglin, 1863 — від південно-східного Судану і Ефіопії до Анголи, північної і східної Ботсвани та південного сходу ПАР, острови Занзібарського архіпелагу, Коморські острови.

## Поширення і екологія
Чорноволі сріблодзьоби широко, хоча і нерівномірно, поширені в Субсахарській Африці, від Сенегалу і Судану до Південно-Африканської Республіки та на сусідніх островах. Також ці птахи були інтродуковані на Пуерто-Рико. Вони живуть в саванах, рідколіссях і чагарникових заростях, на узліссях галерейних лісів на трав'янистих луках на берегах річок та на полях, трапляються поблизу людських поселень. Зустрічаються переважно в рівнинній місцевості, на висоті до 2000 м над рівнем моря.

## Поведінка
Чорноволі сріблодзьоби зустрічаються зграйками, які зазвичай нараховують від 8 до 20 птахів, і в яких є один домінантний самець. Вони живляться переважно дрібним насінням трав, які збирають з землі або прямо з колосся, а також плодами, ягодами, нектаром, водоростями і комахами, зокрема літаючими термітами, особливо під час сезону розмноження. В Західній Африці вважаються шкідниками посівів.
Чорноволі сріблодзьоби гніздяться невеликими колоніями. Вони використовують гнізда не лише під час сезону розмноження, а протягом всього року, постійно їх перебудовуючи, повторно використовуючи матеріал. Птахи відпочивають в цих гніздах і сплять в них вночі. Гніздо кулеподібне з бічним входом, робиться парою птахів з переплетених стебел трави, кокосових волокон та інших рослинних волокон, гніздова камера встелюється пухом і пір'ям. Воно розміщується на невеликому дереві, на висоті 2-2,5 м над землею, часто поряд з мурашником або осиним гніздом. Виводкові гнізда зазвичай складаються з 500-800 стеблинок, тоді як спальні гнізда — з 200-400. Іноді птахи використовують покинуті гнізда ткачиків.
Сезон розмноження у чорноволих сріблодзьобів припадає на завершення сезону дощів. В кладці від 4 до 6 яєць. Інкубаційний період триває 12-13 днів, насиджують і самиці, і самці, вдень підміняючи один одного, а вночі разом відпочиваючи в гнізді. Пташенята покидають гніздо через 17-18 днів після вилуплення, однак залишаються поряд з гніздом ще 2-3 тижні.
Чорноволі сріблодзьоби іноді стають здобиччю саванових яструбів, строкатих круків, сорокопудів, вилохвостих дронго і білоголових орлів. Також вони стають жертвами гніздового паразитизму з боку білочеревих вдовичок, а на Пуерто-Рико — синіх вашерів.